# Twierdzenie o kojarzeniu małżeństw
Twierdzenie o kojarzeniu małżeństw (twierdzenie Halla) – przypisywane zazwyczaj Philipowi Hallowi twierdzenie dotyczące istnienia pełnego skojarzenia grafu dwudzielnego, sformułowane w 1935 roku. Jest ono często ilustrowane poprzez przedstawienie następującego problemu:
Mamy dwie grupy – dziewcząt i chłopców – oraz pewną sieć znajomości, to znaczy wiemy, których chłopców z tej grupy zna każda z dziewczyn. Kiedy zachodzi sytuacja, w której każdej dziewczynie można przyporządkować jednego kandydata na męża? Tacy kandydaci nie mogą się powtarzać.
Rozwiązanie tak postawionego problemu nosi nazwę twierdzenia o kojarzeniu małżeństw.
Okazuje się, że warunkiem koniecznym i warunkiem wystarczającym na to, by istniało takie skojarzenie par, jest to, by każda podgrupa dziewcząt licząca k osób znała co najmniej k chłopców.

## Twierdzenie
Twierdzenie można przełożyć na język matematyki na kilka sposobów:

### Wersja dla grafów
Niech {\displaystyle G=(V,E)} będzie grafem, i niech {\displaystyle V_{1}\subseteq V,V_{2}\subseteq V} będą rozłącznymi podzbiorami zbioru wierzchołków, {\displaystyle V_{1}\cup V_{2}=V,} takimi, że jeśli {\displaystyle e} jest dowolną krawędzią grafu i {\displaystyle e=\{v,u\},} to spełniony jest warunek
{\displaystyle (v\in V_{1}\land u\in V_{2})\lor (v\in V_{2}\land u\in V_{1}),}
czyli graf {\displaystyle G} jest grafem dwudzielnym. Wówczas w tym grafie istnieje skojarzenie, którego krawędzie są incydentne ze wszystkimi wierzchołkami z {\displaystyle V_{1}} wtedy i tylko wtedy, gdy dla każdego podzbioru wierzchołków {\displaystyle K\subseteq V_{1}} zachodzi
{\displaystyle \|W\|\geqslant \|K\|,}
gdzie:
{\displaystyle W=\{w\in V_{2}\colon (\exists k\in K)\{k,w\}\in E\}}
to zbiór wierzchołków z {\displaystyle V_{2}} połączonych krawędzią z którymkolwiek wierzchołkiem z {\displaystyle K}
{\displaystyle \|X\|} to moc zbioru {\displaystyle X.}
Jeżeli {\displaystyle \|V_{1}\|=\|V_{2}\|,} to takie skojarzenie jest pełne (doskonałe).

### Wersja dla transwersal
Twierdzenie Halla dla transwersal mówi, że dla rodziny {\displaystyle R} istnieje transwersala wtedy i tylko wtedy, gdy dla każdej {\displaystyle k}-elementowej podrodziny rodziny {\displaystyle R} mnogościowa suma wszystkich składowych tej podrodziny ma k lub więcej elementów.
{\displaystyle \left|\bigcup _{A\in \mathbb {A} }A\right|\geqslant |\mathbb {A} |}
dla każdego {\displaystyle \mathbb {A} \subseteq R.}

## Dowód
Podany dowód jest sformułowany dla transwersal, dla grafów jest on analogiczny.
Oczywiste jest, iż jest to warunek konieczny, bowiem gdyby nie był on spełniony i suma mnogościowa elementów pewnej rodziny zbiorów miała mniej niż k-elementów, to nie byłoby możliwe wybranie {\displaystyle k}-elementowego podzbioru złożonego z elementów tej sumy.
Wystarczalność warunku można udowodnić, korzystając z indukcji matematycznej. Przez n oznaczę ilość podzbiorów zbioru {\displaystyle A=\{1,2,\dots \}.} Zauważmy, że dla {\displaystyle n=1} twierdzenie jest prawdziwe, bowiem można wybrać jeden dowolny element z {\displaystyle S_{1}.} Niech {\displaystyle n>1.} Zakładamy, że twierdzenie jest prawdziwe dla {\displaystyle m=1,\dots ,n-1.}
Jeżeli dla danego n mnogościowa suma zbiorów {\displaystyle S_{1},S_{2},\dots ,S_{n}} ma więcej niż n elementów, to twierdzenie jest prawdziwe, wystarczy bowiem wybrać dowolny element k zbioru {\displaystyle \{1,2,\dots ,n\},} utworzyć transwersalę dla {\displaystyle n-1}-elementowej rodziny zbiorów {\displaystyle \{A_{i}:i=1,2,\dots ,n;\;i\neq m\}} (co jest możliwe na mocy założenia indukcyjnego) oraz dołączyć do niej element k.
W przeciwnym wypadku istnieje pewien podzbiór J (właściwy) zbioru {\displaystyle \{1,2,\dots ,n\}} taki, że suma mnogościowa wszystkich elementów zbiorów {\displaystyle A_{j},j\in J} jest równa ilości elementów zbioru J. Wybierzmy teraz transwersalę dla rodziny {\displaystyle \{A_{j}:j\in J\}} oraz rodziny {\displaystyle \{A_{k}-B:k\in K\},} gdzie {\displaystyle K=\{1,\dots ,n\}-J,} zaś {\displaystyle B=\bigcup A_{j},j\in J.} Dla obu rodzin na mocy założenia indukcyjnego istnieją transwersale, i są one rozłączne, co wynika z powyższych warunków. Poszukiwaną transwersalą jest więc zbiór, będący sumą tych transwersal.